# Бургоський собор
Бу́ргоський собо́р (ісп. Catedral de Burgos), або Бу́ргоський катедра́льний собо́р Ді́ви Марі́ї (ісп. Catedral de Santa María de Burgos)  — католицький катедральний собор в Іспанії, місті Бургос. Головний храм Бургоської архідіоцезії. Споруджений у 1221—1567 роках у готичному стилі. Освячений на честь Діви Марії і славиться своїм розміром і архітектурою. З 1984 року собор включений до Світової спадщини ЮНЕСКО.

## Історія
Будівництво першого великого іспанського собору в готичному стилі було замовлено королем Фердинандом III Кастильським і Мауріціо, єпископом Бургоса. Приводом було весілля Фердинанда з Беатрікс Швабською. Вважалося, що адекватна єпископська церква підкреслить змінену роль Кастилії в європейському розподілі влади. Будівництво розпочалося 20 липня 1221 року на місці колишнього романського собору. Відповідальним архітектором-забудовником був француз, невідомий по імені. Після дев'яти років було завершено будівництво апсиди. Головний вівтар був вперше освячений 20 липня 1260 року, потім будівництво припинилось на майже 200 років.
1417 року єпископ Бургоса відвідував Констанцький собор і побачив у цій поїздці готичні собори Франції та Німеччини. Його наступник Альфонсо де Картахена, відвідуючи 1435 року Базельський собор, побачив завершену вежу Базельського Мюнстера і повернувся до Іспанії з німецьким архітектором Йоганном Кельнським (ісп. Juan de Colonia), який добудував вежі Бургоського собору, запозичивши їх форму у Базельського Мюнстера, з відкритим різьбленням по каменю. Він також точно знав про фасадні плани 1310/20 року запланованої вежі Кельнського собору. Побудована ним вежа над середохрестям впала 1539 року і була відбудована у подібній формі. Будівництво собору було завершено 1567 року відбудовою вежі середохрестя, однак до 1734 року у нього вносились зміни і доповнення.

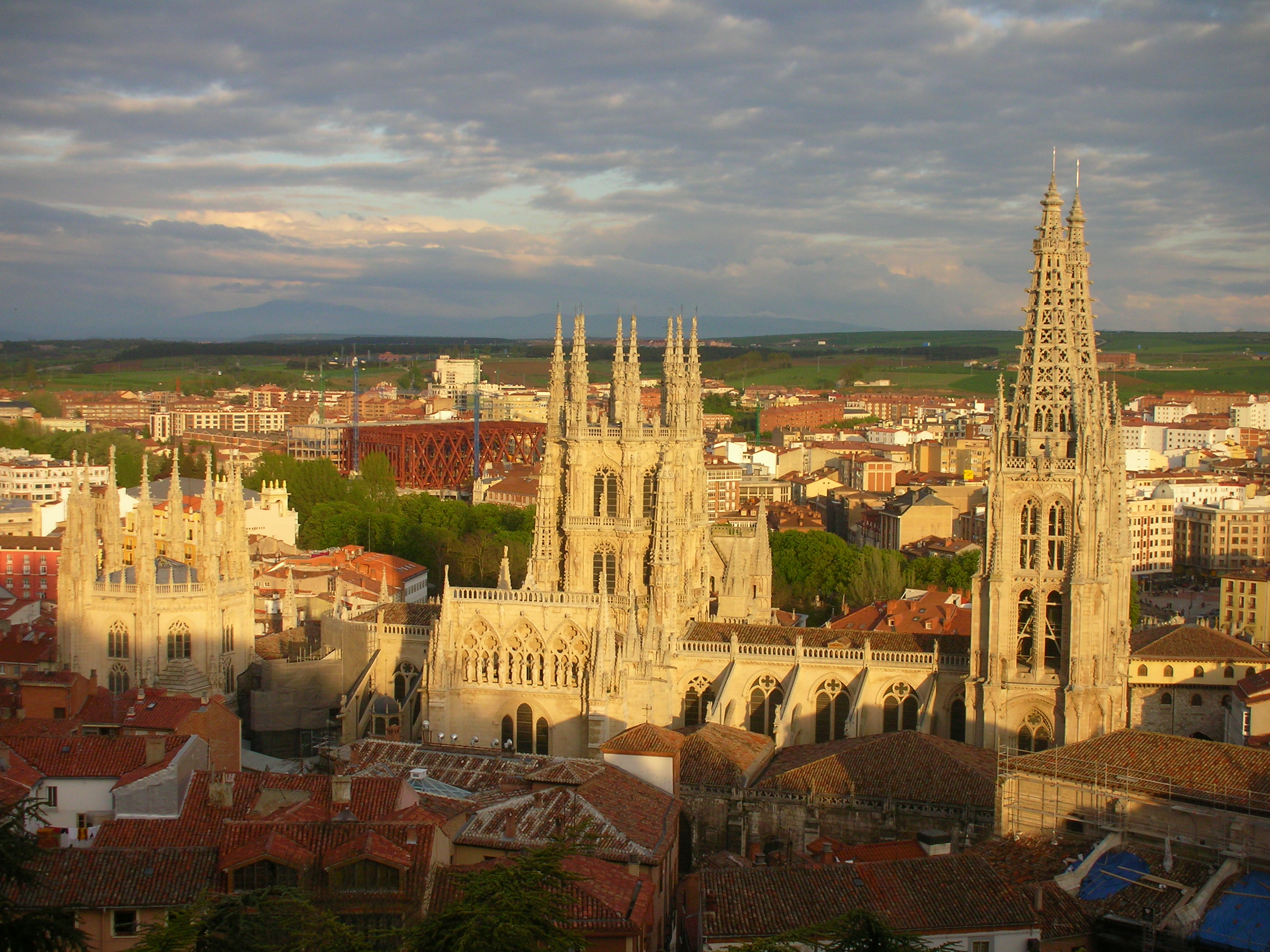
Кафедральний собор Санта-Марія-де-Бургос

В 1835 році іспанський національний герой Родріго де Діас Вівар, El Cid, і його дружина донья Хімена були перенесені з монастиря Сан-Педро-де-Карденья в Бургос і перепоховані в соборі. В 1921 році було прийнято рішення створити більш гідну могилу. Зараз вона розташовується в середохресті і вкрита мармуровою плитою простого дизайну. Протиріччя між значенням Сіда та невражаючим дизайном його могили в Бургосі пояснюється тим, що мармурова плита є тільки зовнішнім завершенням могили, а його гробницею в цілому є сам Кафедральний собор Бургоса.
26 вересня 1887 собор був оголошений Національним пам'ятником (ісп. Monumento Nacional) Іспанії. Папа Пій XI присвоїв йому 13 липня 1921 року титул малої базиліки. 31 жовтня 1984 року собор був включений ЮНЕСКО до списку Світової спадщини і став єдиним іспанським кафедральним собором з цим статусом.

## Архітектура

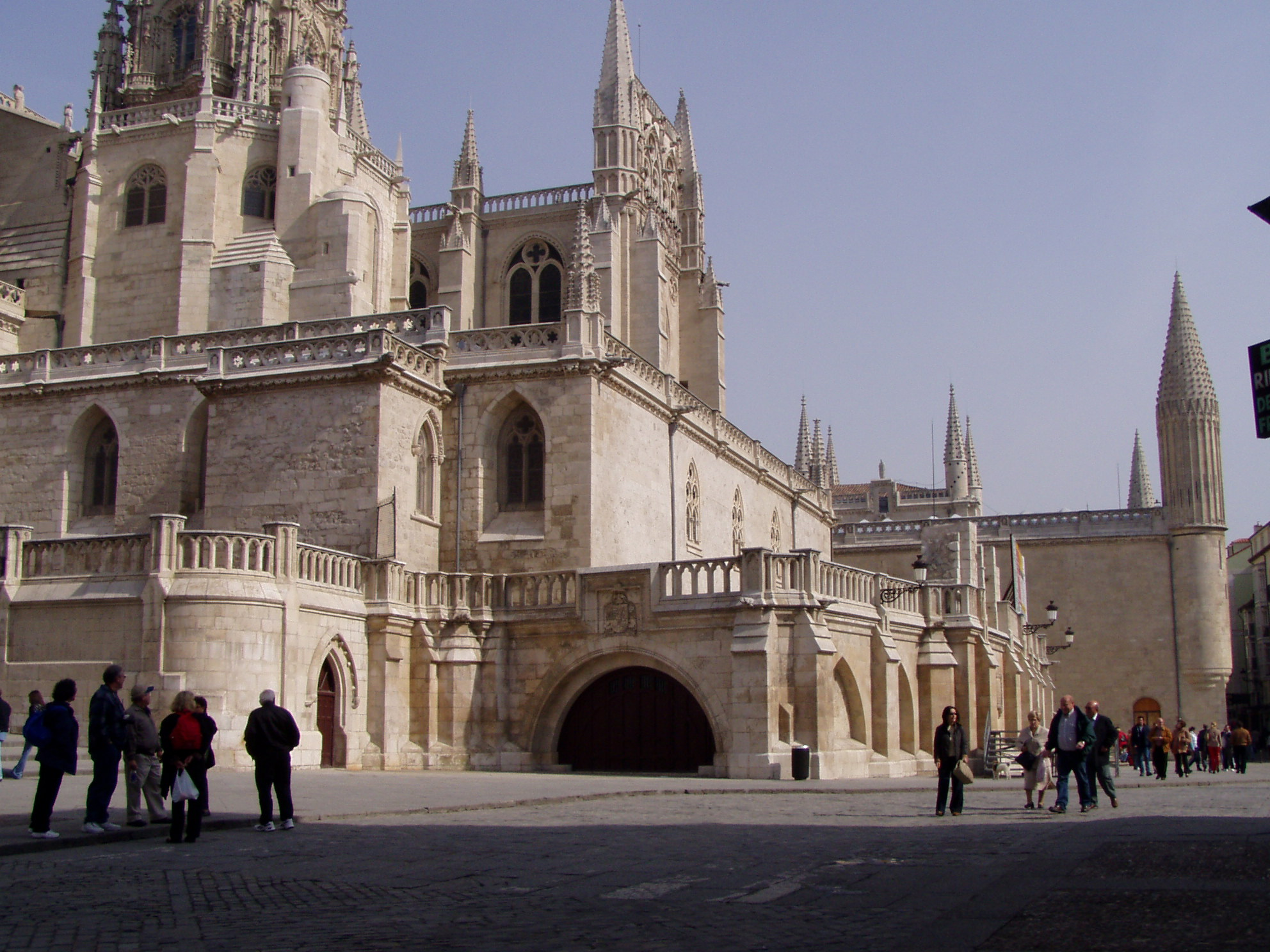
Площа Санта-Марія з видом на собор з півдня

Кафедральний собор Бургоса характеризується зовні багато прикрашеними вежами конструкції фасаду і середхрестя. Вся будівля настільки надмірно прикрашена у верхній частині пінаклями, що складається враження громіздкого кондитерського виробу. П'єр Лоті говорив про «скам'янілий ліс».
Церква має хрестоподібний поземний план і складається з головного повздовжного нефу, поперечного нефа, двох бічних нефів, хорів з деамбулаторієм і каплиць. Оскільки вівтар дуже глибокий, поперечний неф розташований посередині собору; як і в багатьох іспанських соборах, хори ділять центральний неф. Загальна довжина собору становить 106 метрів; він має ширину 26 метрів в частині головного нефу та 59 метрів у трансепті. Висота купола над поперечним нефом становить 54 метри.
Бургоський собор створений не в традиціях готичних соборів Іль-де-Франс, а натомість орієнтується на залежні від нього єпископські церкви Нормандії і Бургундії, чий стиль вже був змінений. Поземний план хору порівнюють з такими планами собору монастиря у Понтіньї або собору абатства Святого Стефана в Кані. Форма хорів дуже схожа на форму хорів Бурзького собору. Однак майстер Бургоса, за виразом Роберта Браннера, «погано перетравив» французькі ідеї: «Він не дуже розбирався в основах нового стилю будівництва, він залишився вірним усталеним романським традиціям. Його концепція простору залишилась дуже простою. Він підкреслює горизонталі і підсилює їх ще більше надмірно оздобленим трифорієм. Світло не може вільно поширюватися». Будівля собору, зовні та всередині, характеризується зростанням декоративного облицювання в орнаментальній системі ліній. Оздоблення каплиць головного нефу здійснено у стилі платереско.
Спочатку чітко артикульований зовнішній вигляд собору через прибудови більше не помітний: крім каплиць на поперечному і бокових нефах собору, у 15-му столітті до собору був прибудований клуатр, а на південному заході - архієпископський палац. Тому вид на собор через щільну забудову довкола ускладнений, винятком є лише тільки вид з площі Санта-Марія.

### Фасади, вежі і портали

#### Західний фасад і головні вежі

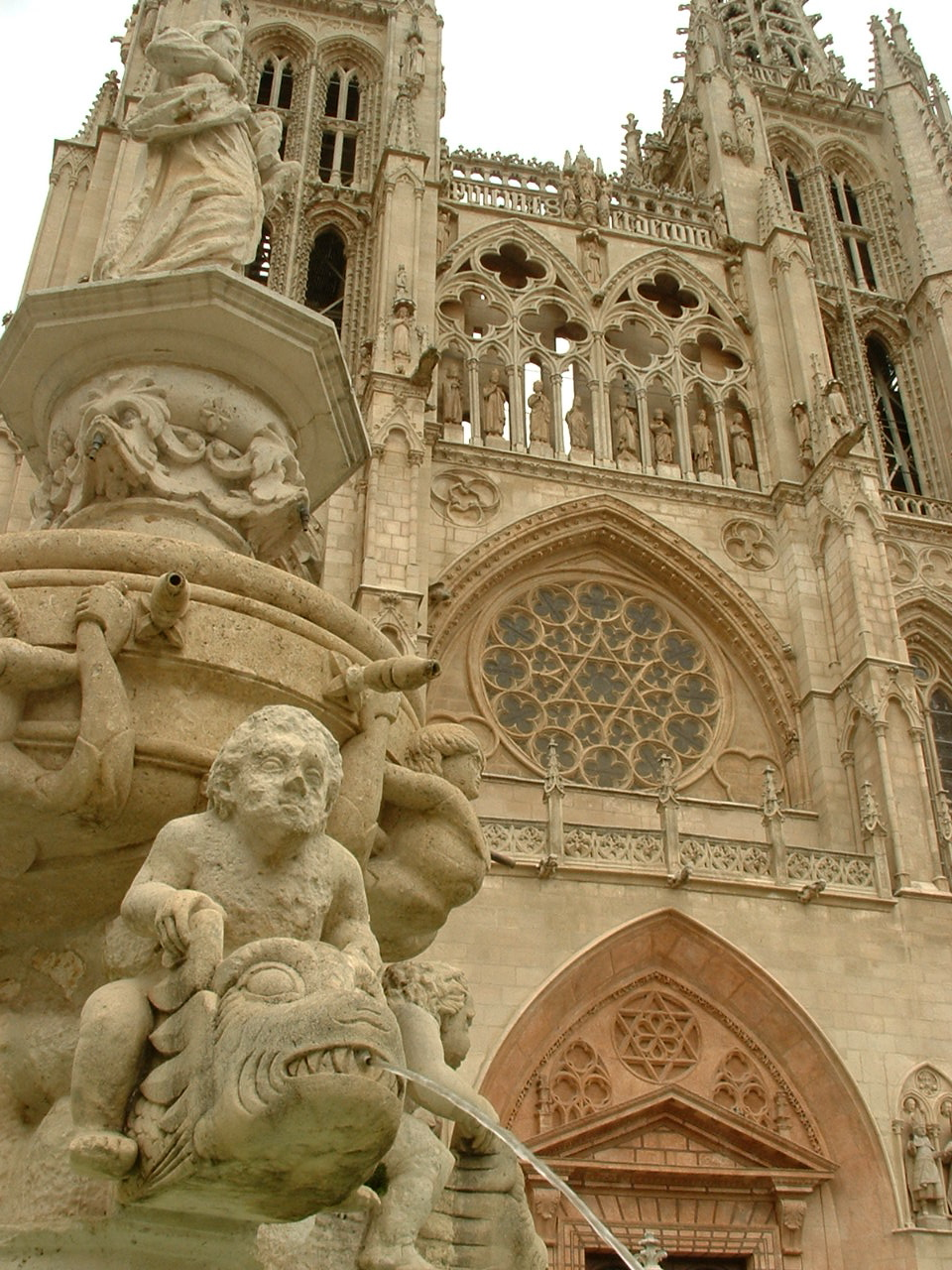
Західний фасад собору

Триповерховий, 58-метровий основний або західний фасад — це фасад з двома вежами в стилі північної французької готики, однак з завершеними і однаковими вежами висотою 88 метрів. Кожна з двох веж є чотирикутною в основі, вище переходить у восьмикутну, прикрашену ажурним масверком. Над трьома порталами другий поверх відділений від першого балюстрадами з пінаклями. На другому поверсі середня з трьох травей має стрілчасту арку, в яку вписана троянда. Ця троянда була профінансована на пожертву бургоських євреїв і за бажанням спонсорів має вписану зірку Давида.
На третьому поверсі дві вежі поєднуються високою відкритою галереею, в основі якої, подібно королівським галереям французьких соборів, стоять на постаментах численні статуї. Також на цьому поверсі статуями прикрашені і зворотні контрфорси. Зодчим цієї галереї з 1442 року був Йоганн Кельнський.
Зразки такої форми веж можна побачити у пізньоготичних верхівках веж церков Південної Німеччини, наприклад, у церкві Богоматері в Есслінгені-на-Некарі або в конструкції вежі Ульмського собору, яка, у свою чергу, має тісний взаємозв'язок з фланмандсько-брабантськими вежами. Орнаментальне використання написів і гербів на вежах, так само як і ажурні галереї середнього переходу західного фасаду, зобов'язані іспанським матеріалам.
Галерея на передній стороні церкви приймає вигляд двох ажурних вікон з чотирма перетинками та трьома ажурними орнаментами з чотирьох напівкіл, розташованих всередині квадратів, у кожній пазусі вікна. Увінчана вона широкою балюстрадою з написом латиною PULCHRA ES ET DECORA («ти красиво і багато прикрашений»), який відносять з одного боку до Діви Марії та її зображення в центрі цієї верхньої балюстради, а з іншого до собору в цілому. Гострі восьмикутні пінаклі закривають чотири кута.
Портальні зони після непоправного руйнування пісковика у 18-му сторіччі були реконструйовані у стилі класицизму.

#### Вежа середохрестя

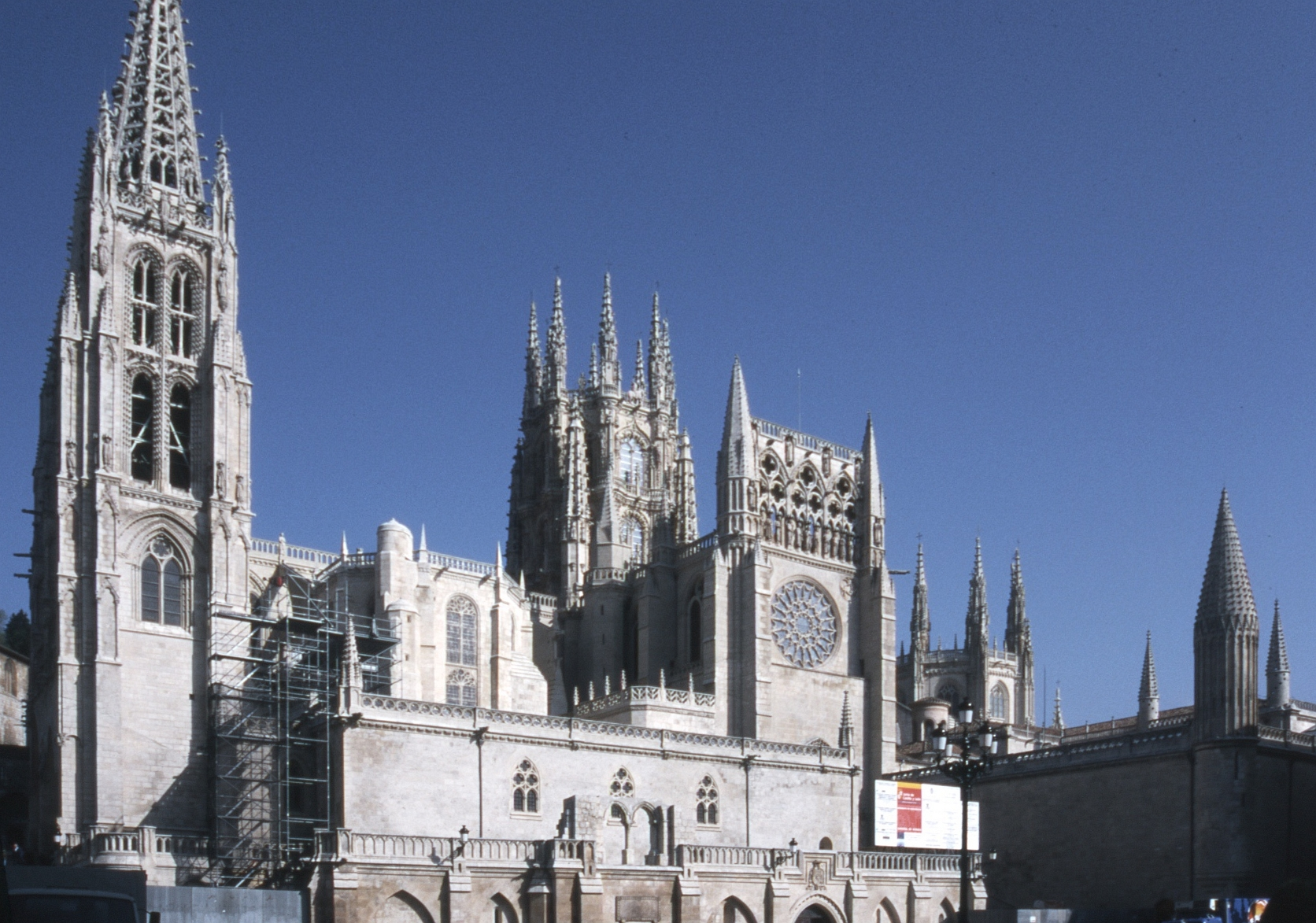
Вид на собор з півдня з головними вежами, вежею середохрестя і верхньою частиною порталу Сарменталь

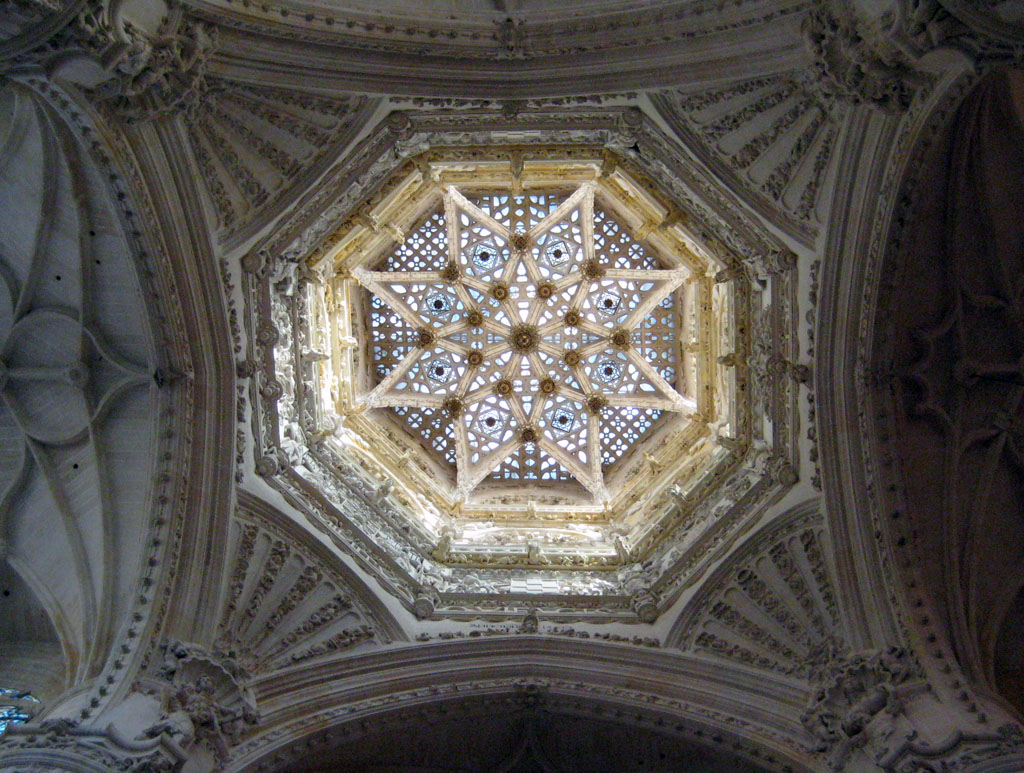
Середохрестя собору з ажурною зіркою склепіння

Найбільш видатною працею в соборі Йоганна Кельнського у другій половині 15-го століття був попередник сьогоднішньої вежі середохрестя, cimborrio (ківорій), який відповідно до сучасної йому розповіді про поїздку закінчувався вісьмома пінаклями і був рясно прикрашений архітектурним орнаментом; однак ця вежа впала вже 1539 року. Нова вежа середохрестя була збудована між 1539 та 1568 роками Хуаном де Вальєхо. Стовпи в основі вежі були підсилені та набули форму товстих циліндрів, щоб утримати вагу нової ліхтарної вежі. Зірчасте склепіння високого ліхтаря об'єднує готичні і мавританські впливи (пор. Велика мечеть Тази) в єдине ціле.

#### Портал Коронерія
Портал Коронерія (ісп. Coronería, також Коронаційний, Апостольський або Високий портал) був центральним входом до північного трансепту з 1240/1245 рр. Свою назву, серед іншого, він отримав тому, що поруч проходила дорога Святого Якова.
Він вбудований в архітектурну нішу між бічними контрфорсами. Стрічка з 12 величезних фігур апостолів тягнеться від лівого контрфорсу до стіни порталу і продовжується справа від порталу до правого контрфорсу (по шість з кожного боку). Дві центральні фігури розташовані як так звані фігури-спостерігачі на внутрішніх сторонах контрфорсів під прямим кутом до решти апостолів.
Зображений на тимпані Страшний суд має в центрі фігуру Христа як судді. Праворуч і ліворуч від нього як група деісус стоять вінценосна Діва Марія і євангеліст Іван, просячи помилування для душ. Зовні і над ними трьома ангели тримають інструменти страти Христа: зліва зображений ангел зі списом, крайня справа — колона бичування, у зоні клина арки, на хмарці розташований ангел з хрестом, плащаницею, терновим вінцем і цвяхами розп'яття.
Під центральною сценою, на перемичці, розташований фриз зі "Зважуванням душ" (psychostasia) Архангелом Михайлом з звичайним діленням праведників на лівій стороні і проклятих на правій від нього.
Портал Коронерія з 1830 року постійно закритий, «щоб його не використовували як короткий шлях до нижнього міста і, отже, не нехтували святістю споруди». Проблема полягала в тому, що відвідувачі ринку, розташованого під собором, регулярно перетинали трансепт з усіма своїми покупками, включаючи живих тварин.

#### Портал Пейєхерія
Істотно молодший портал Пейєхерія (ісп. Pellejería) — східний вхід до північного поперечного нефа і розташований всього в кількох метрах від порталу Коронерія. Франц Кельнський (ісп. Francisco de Colonia) завершив його 1516 року, тому це твір Відродження. Навпроти порталу раніше були будинки «Пейєхерос» (ісп. Pellejeros, виробників винних пробок) — звідси і назва. Форма порталу нагадує ретабло. Верхня сцена зображує Діву Марію з немовлям на троні, справа від ангели з музичними інструментами, а зліва єпископ, що молиться їй. Дві середні сцени зображують зліва — мучеництво Івана Хрестителя і праворуч — мучеництво євангеліста Івана. Нижня частина ретабло має ніші з фігурами по периметру порталу.

#### Портал Сарменталь

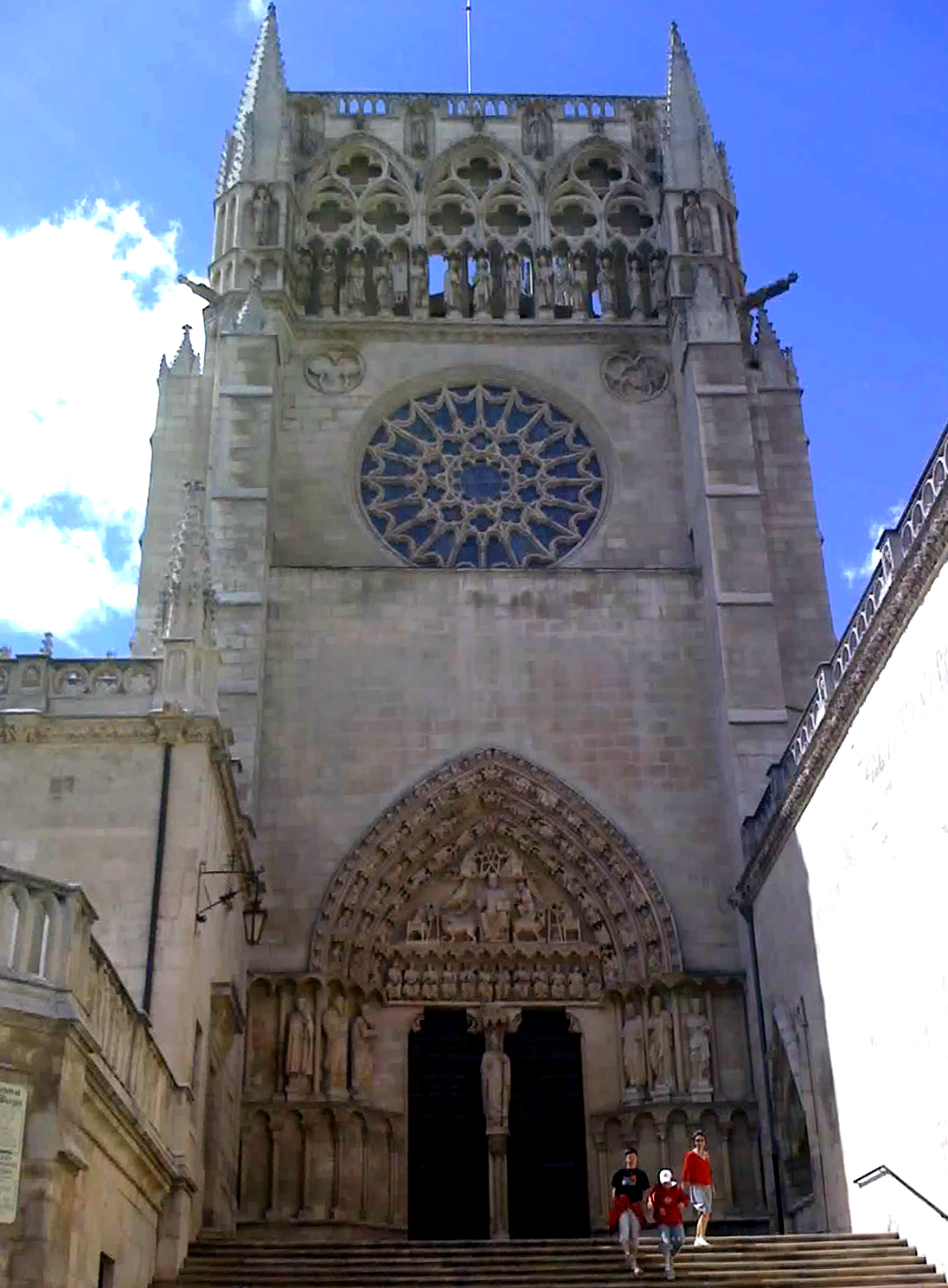
Портал Сарменталь

Найстаріший портал собору — портал Сарменталь (ісп. Sarmental) на південному поперечному нефі. Портал названий на честь впливової сім'ї, чий будинок був неподалік. Він датується після 1235 року і має чіткий вплив східного порталу Ам'єнського собору. Принципово подібний до порталу Коронерія поділ композиції цього порталу має всередині Христа на троні в сцені Страшного суду, оточений євангелістами, які пишуть, та їх символами (орел, лев, ангел, тілець), а знизу — серію апостолів на одвірках.
Також цей портал оточений апостолами по боках. Тим не менш, його набагато краще видно, ніж північний портал, оскільки він є верхньою точкою сходів, які ведуть від нижчої площі перед собором.

#### Годинник і Папамоскас

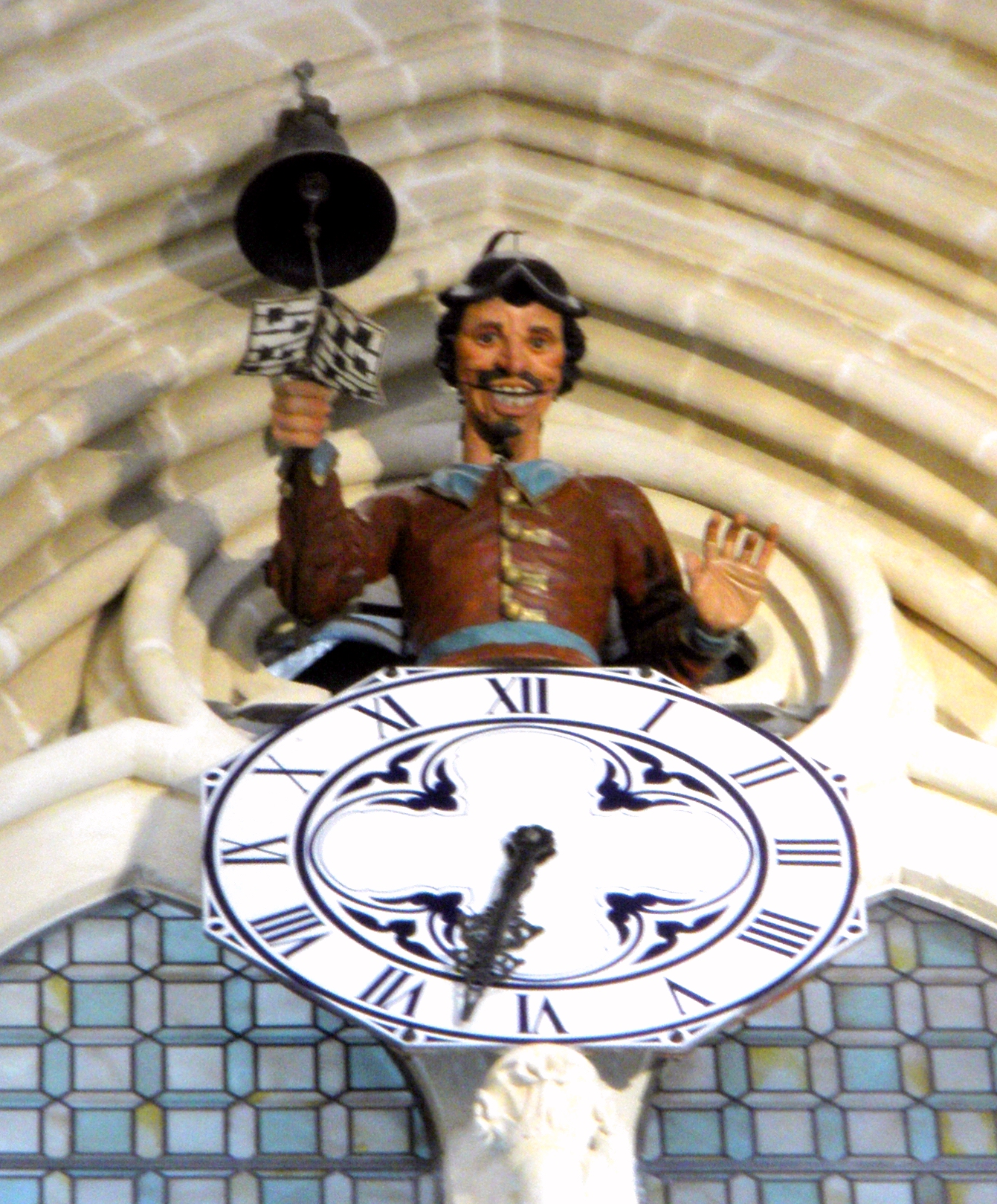
Годинник і Папамоскас

Якщо дивитися з головного фасаду, на лівому нефі над трифорієм знаходиться великий механічний годинник з розмірами 312 см довжину, 80 см в ширину і 193 см у висоту. Механізм годинника контролює не тільки стрілки, а і Папамоскаса (ісп. Papamoscas, «Ловець мух»), рухомої фігури 15-го століття. Він кожні 15 хв., коли фігура б'є у дзвін та закриває щелепу.

## Інтер'єр
Інтер'єр собору колись був «французький», за зразком соборів Нормандії. Але протягом століть він отримав виражений іспанський характер з різьбленими ретабло, різьбленими кам'яними бар'єрами і великими залізними ґратами. Завдяки цьому інтер'єр приміщення, а також зовнішній вигляд будівлі, став дуже заплутаним. Поділ кафедрального собору каплицями забирає частину ширини собору. Розкішний інтер'єр заповнений художніми скарбами. Він включає 19 каплиць, 35 ґрат, 38 вівтарів і близько 60 колон.
1. Портал Сарменталь.
2. Південний боковий неф.
3. Двері у верхній клуатр.

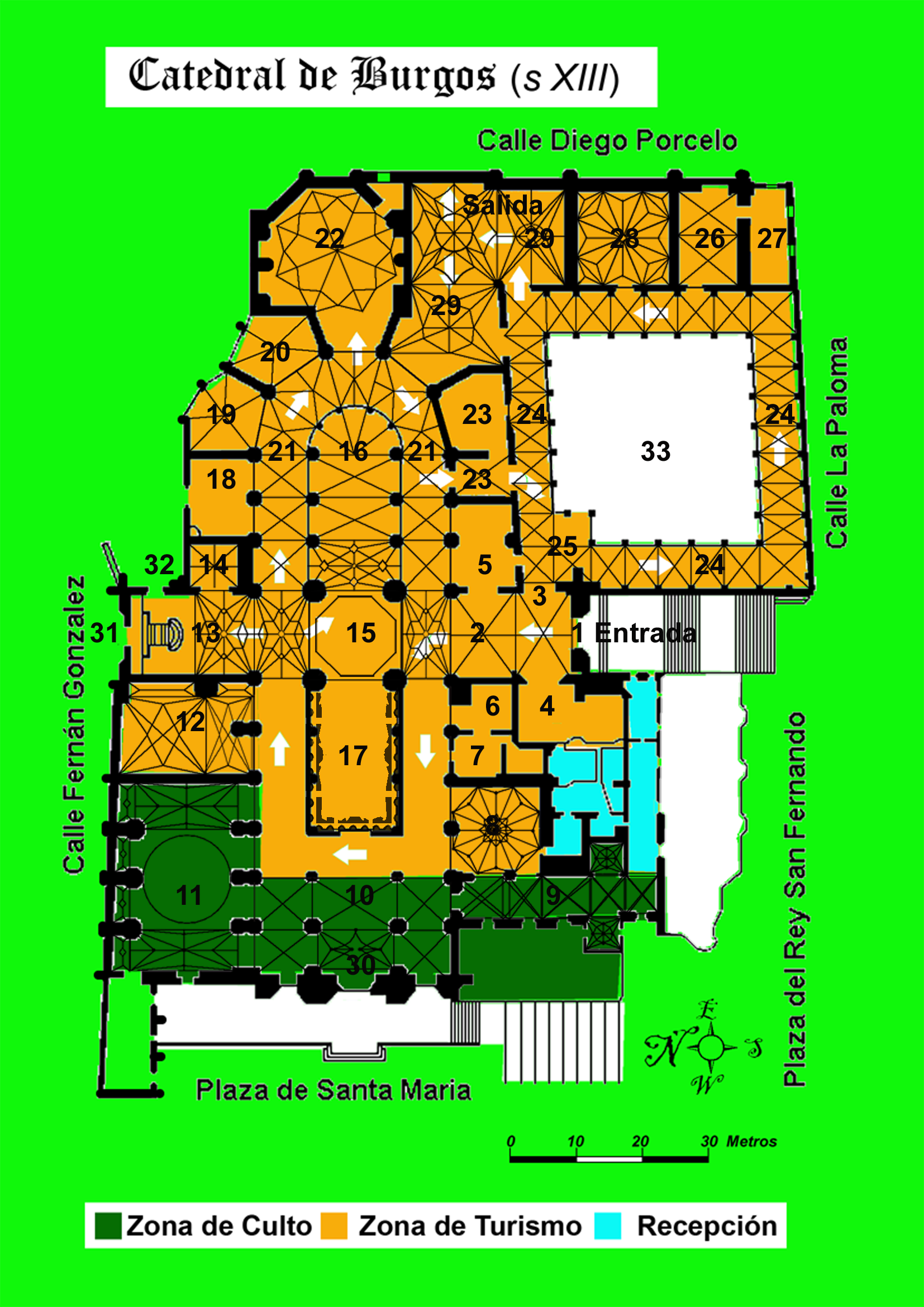
Поземний план (2008) Бургоського собору.

4. Каплиця зустрічі Діви Марії з Єлизаветою.
5. Каплиця св.Енріке.
6. Каплицясв. Хуана де Сахагун.
7. Каплиця Реліквій.
8. Каплиця жертвоприношення Діви Марії.
9. Каплиця Христа Бургоського.
10. Центральна нава та Папамоскас.
11. Каплиця св. Фекли.
12. Каплиця Непорочного зачаття і св. Анни.
13. Північний боковий неф та Золоті сходи.
14. Каплиця св. Миколи.
15. Середохрестя, могила Ель Сіда.
16. Вівтар.
17. Центральна нава, хори.
18. Каплиця Різдва.
19. Каплиця Благовіщення.
20. Каплиця св.Грегорія.
21. Деамбулаторій.
22. Каплиця Констебля.
23. Ризниця.
24. Високий клуатр.
25. Клуатрова каплиця св.Жерома.
26. Каплиця Тіла Христового.
27. Зала духовенства.
28. Каплиця св. Катерини.
29. Каплиця св.Івана і св.Якова.
30. Нартекс, ворота Діви Марії.
31. Портал Коронерія.
32. Портал Пейєхерія.
33. Нижній клуатр.

### Хори
Хори — відділена область, призначена для молитов та співів виключно священників собору. Вони часто зустрічаються в іспанських соборах і відповідальні за те, що вільний погляд вздовж всього нефу неможливий. Якщо зайти від західного порталу, глядач спочатку побачить ренесансну задню стінку (ісп. Trascoro). Всередині хорів розташовані 103 стільці з горіху і самшитового дерева, прикрашені різьбленими мотивами зі Старого і Нового Заповіту (у хронологічній послідовності, зліва направо, створені Феліпе Бігарні). В центрі хорів знаходиться фігура засновника — єпископа Маурісіо 13-го століття. Його могила також знаходиться тут. На хорах також розташовані два найбільших органів собору, навпроти один одного, на стороні Послання та стороні Євангелія відповідно.
У верхній частині хорів розташовані органні труби 17 і 19 століття з частково горизонтально розташованими трубами, т. зв. «іспанськими сурмами» (фр. En chamade).

### Каплиці

#### Південний боковий неф
Каплиця Христа Бургоського (ісп. Santísimo Cristo): ця каплиця перша від входу праворуч і до неї веде портал Санта-Марії. Вона вузька і витягнута у довжину, будучи коридором колишнього клуатра; вона доступна тільки для релігійних цілей і для туристів зазвичай недоступна. Свою нинішню назву вона носить з 30 січня 1836 року на честь статуї розп'ятого Христа в головній частині каплиці. Ця скульптура 16-го століття  має фламандське походження і довгий час була метою візиту паломників. Її шанування, що почалося в 16-му столітті, поширене в основному в Андалусії і в Латинській Америці, де скульптура має назву ісп. El senor de Burgos.
Каплиця жертвоприношення Діви Марії (ісп. Presentación): наступна каплиця праворуч, квадратна за формою, була побудована у 1520—1524 рр. за бажанням протонотаря і каноніка Гонсало Дієса де Лерма майстром Хуаном де Матієнцо. Вартим уваги є зірчасте склепіння 1524 року, алебастрова статуя засновників собору авторства Феліпе Бігарні 1527 року і могила Сантьяго-де-Більбао роботи Хуана де Вальєхо 1540 року.
Каплиця св. Хуана де Сахагун: існування каплиці задокументовано з середини 16 століття. В ній знаходиться ретабло, намальоване між 1766 і 1769 роками Хосе Карлосом Кортесом, створене архітектором і скульптором Фернандо Гонсалесом де Лара і позолочене Андресом Карасо. В ніші центральної частини розташований портрет святого, на честь якого названа каплиці роботи Хуана Паскуаля де Мена.
Каплиця реліквій: в цю каплицю можна потрапити тільки з попередньої. Кафедральному собору Бургоса протягом століть подаровано так багато реліквій, що для них стала необхідною власна каплиця. У 1765 році вона отримала свій нинішній вигляд завдяки кармеліту Хосе-де-Сан-Хуану-де-ла-Крус.
Каплиця зустрічі Діви Марії з Єлизаветою (ісп. Visitación): до цієї каплиці можна потрапити з південного поперечного нефа; розташована поруч з порталом Сарменталь, ця велика прямокутна каплиця була збудована у 1440—1442 рр. за бажанням єпископа Алонсо де Картахена, новонаверненого. Вона також містить його алебастрову гробницю, створену Жилем де Сілоє. Найціннішим твором мистецтва у ній є олійна картина роботи Карлоса Луїса Рібери 1890 р., на якій зображені католицькі королі в оточенні двору Гранади. Сама картина не має ніякого стосунку до каплиці — вона була подарована собору 1963 року архієпископом Лучіано Пересом Платеро і повішена на пустій стіні каплиці. Більш до каплиці відноситься надгробок Алонсо де Картахени, який створений в два етапи: спочатку Йоганном Кельнським 1456 року, а потім Жилем де Сілоє між 1490 та 1495 року.
Каплиця св.Енріке (ісп. Capilla de San Enrique): це перша каплиця на схід від південного поперечного нефа і вона знаходиться поруч з порталом в клуатр. Вона виникла з поєднання двох старих каплиць 13-го і 17-го століття, а тому і сьогодні має два входи з обходу хорів. Сьогодні вона є надгробною каплицею архієпископа Енріке де Перальта і Карденас (брата посла Алонсо де Карденас) розміром 11,5х7 метрів. Створена вона була Хуаном-де-ла-Сьєрра-Босерайз і Бернабе де Хасас і завершена 1674 року. «Перальта заплатив величезну суму у 32 000 Ducaten для створення шести залізних решіток головної частини головного нефа, на яких є герб архієпископа, та завершення двох кам'яних ретабло з боків завівтарного приміщення.»
Гробниця єпископа є основною роботою цієї каплиці. Високе ретабло було створено Полікарпо Нестосом і починаючи з 1671 було вкрито позолотою і розписом Алонсо Альвареса Руялеса. Вбудована в ретабло картина «Ecce Homo» невідомого фламандського художника, яке датується близько 1500 роком.

#### Головна ризниця
У двох наступних взаємопов'язаних приміщеннях головної ризниці знаходяться деякі технічні зручності, такі як освітлення, система оповіщення, телефони і т. д. Колись тут розташовувались каплиця реліквій. До того ймовірно темна ризниця була повністю перебудована 1761—1769 року за ініціативи архієпископа Хуана Франсиско Гульєна, що коштувало 247 182 реалів (близько 100 млн. песет). Тим не менш реконструкція отримала досить негативну публічну критику. Мартінес Санс вважав, що це є «дуже добре зробленою поганою роботою». Вже згаданий Хосе-де-Сан-Хуан-де-ла-Круз очолив нову перебудову. Він створив склепінчастий купол і повну світла залу. Найцінніша робота ризниці — велике дерев'яне ретабло 1765  року з двома картинами на тему Вознесіння Діви Марії.

#### Північний боковий неф

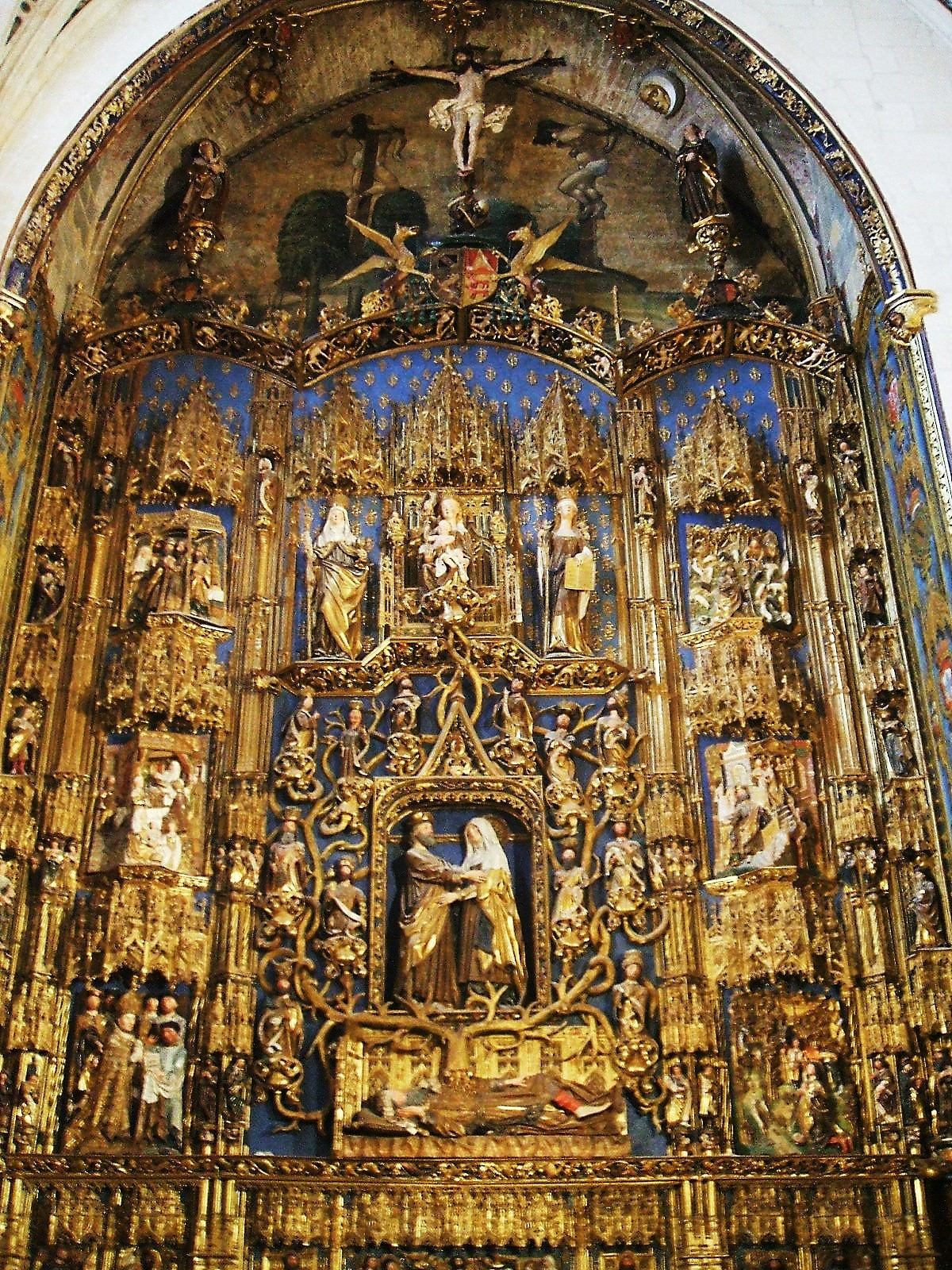
Ретабло в каплиці Святої Анни. Робота Жиля де Сілоє

Каплиця святої Фекли: перша каплиця ліворуч від головного входу і є найбільшою з усіх — для її створення були об'єднані з 1731 по 1735 роки 4 середньовічні каплиці старої церкви. Починаючи з 14-го століття кілька єпископів намагалися знести стару церкву, щоб собор можна було розширити, але тільки архієпископу Мануелю де Саманьєго і Хака (1728—1741) це вдалося.
Святу Феклу традиційно пов'язують з заснуванням першої християнської громади в Таррагоні, до якої належав Саманьєго до переїзду в Бургос. Каплиця дуже розкішно прикрашена в стилі рококо і має великий позолочений головний вівтар.
Каплиця Непорочного зачаття і св. Анни: друга каплиця на лівій стороні головного нефа безпосередньо межує з північним боковим нефом. Тут знаходиться могила єпископа Луїса де Акунья (1456—1495), якому собор багато чим зобов'язаний. Тільки в цю каплицю він вклав еквівалент 30 млн.песет. Її будівництво розпочав Йоганн Кельнський 1477 року, але не встиг завершити до своєї смерті у 1481 році; вона була завершена лише його сином Симоном 1488 року. Вона виконана в стилі пізньої готики.
На лівій стіні знаходиться надгробок Фернандо де Діаса Фуентеперайоса (†1492) роботи Жиля де Сіолє. Фернандо був протодияконом у Акуньї і керував від його імені роботами на каплиці. Цей надгробок роботи Сілоє став прикладом стилю для інших поховань, навіть за межами міста Бургос.
Інший член сім'ї — Дієго де Сілоє — створив 1519 року гробницю єпископа Луїса де Акунья. Жиль де Сілоє 1492 створив також головне ретабло цієї каплиці, а Дієго де ла Крус його потім розмалював. Однак цю роботу сьогодні більше не можливо побачити, бо 1868—1870 Антоніо Ланцуела отримав від капельмейстера доручення зафарбувати ретабло «кричущих тонів», яке викликало роздратування керівників церкви. Серед картин, які знаходяться в цій каплиці, вартими уваги є «Святе сімейство» близько 1528 року, яке приписується Андреа дель Сарто.
Каплиця св. Миколи: ця каплиця є однією з найменших та має вхід тільки з північного. Вона була заснована Педро Кантором де Діасом Вільяхос (†1230), який «тут був похований стоячи у шафі, вбудованій в стіну.»
- Могила архідиякона Вільєгаса

Між каплицею св. Миколая та наступною каплицею Різдва Христового знаходиться (наполовину в стіні) усипальниця архідиякона Педро Фернандеса де Вільєгаса, створена Симоном де Колонія близько 1510 року. Вільєгас був першим перекладачем «Божественної комедії» Данте Аліг'єрі на іспанську мову. Симон де Колонія при оформленні гробниці вочевидь орієнтувався на роботу Фернандо-де-Діаса-де-Фуентепелайоса в каплиці Непорочного зачаття. У форми пізньої готики, здається, тут вписані перші елементи нового Відродження.
Каплиця Богоматері (ісп. de Nuestra Señora, також каплиця Різдва): перша від лівого входу в деамбулаторій і має відразу два входи. Її будівництво почалося в 1562 році, 1582 року були завершені будівельні роботи, а оздоблення — лише 1590 р.
Головне ретабло створене між 1562 та 1590 роками Мартіном де Беррісом та ін.

#### Хори

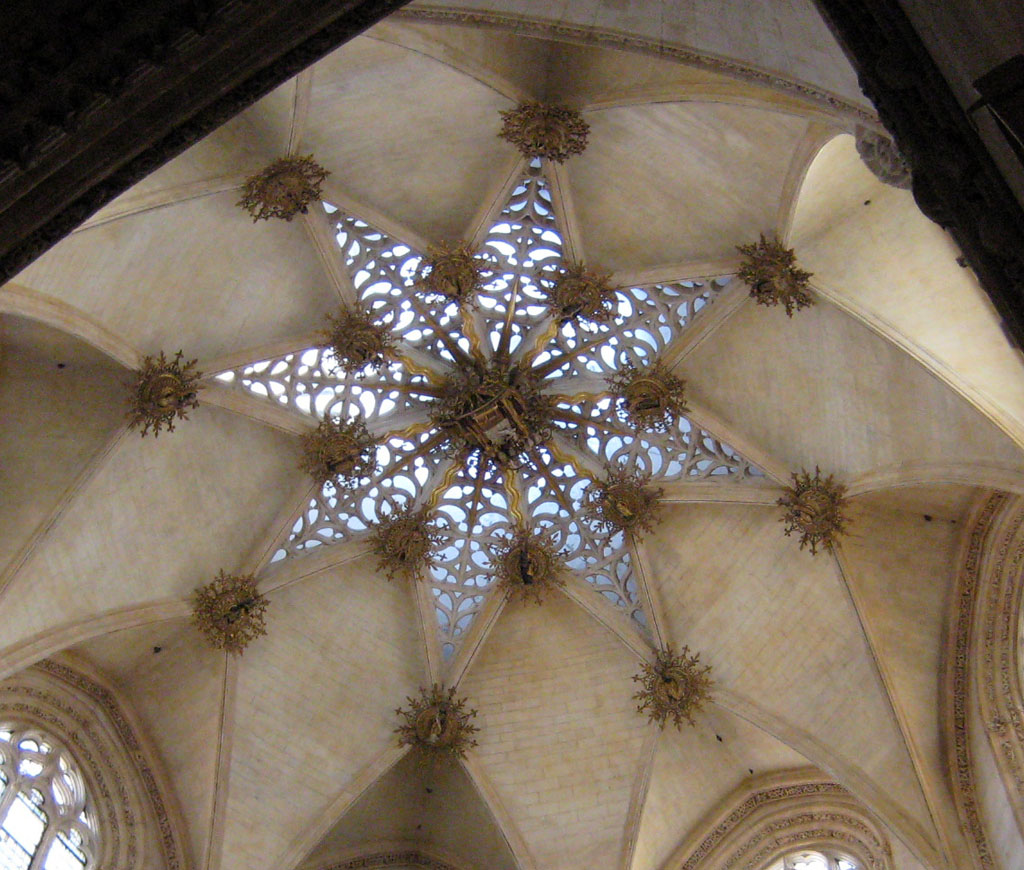
Каплиця Констебля

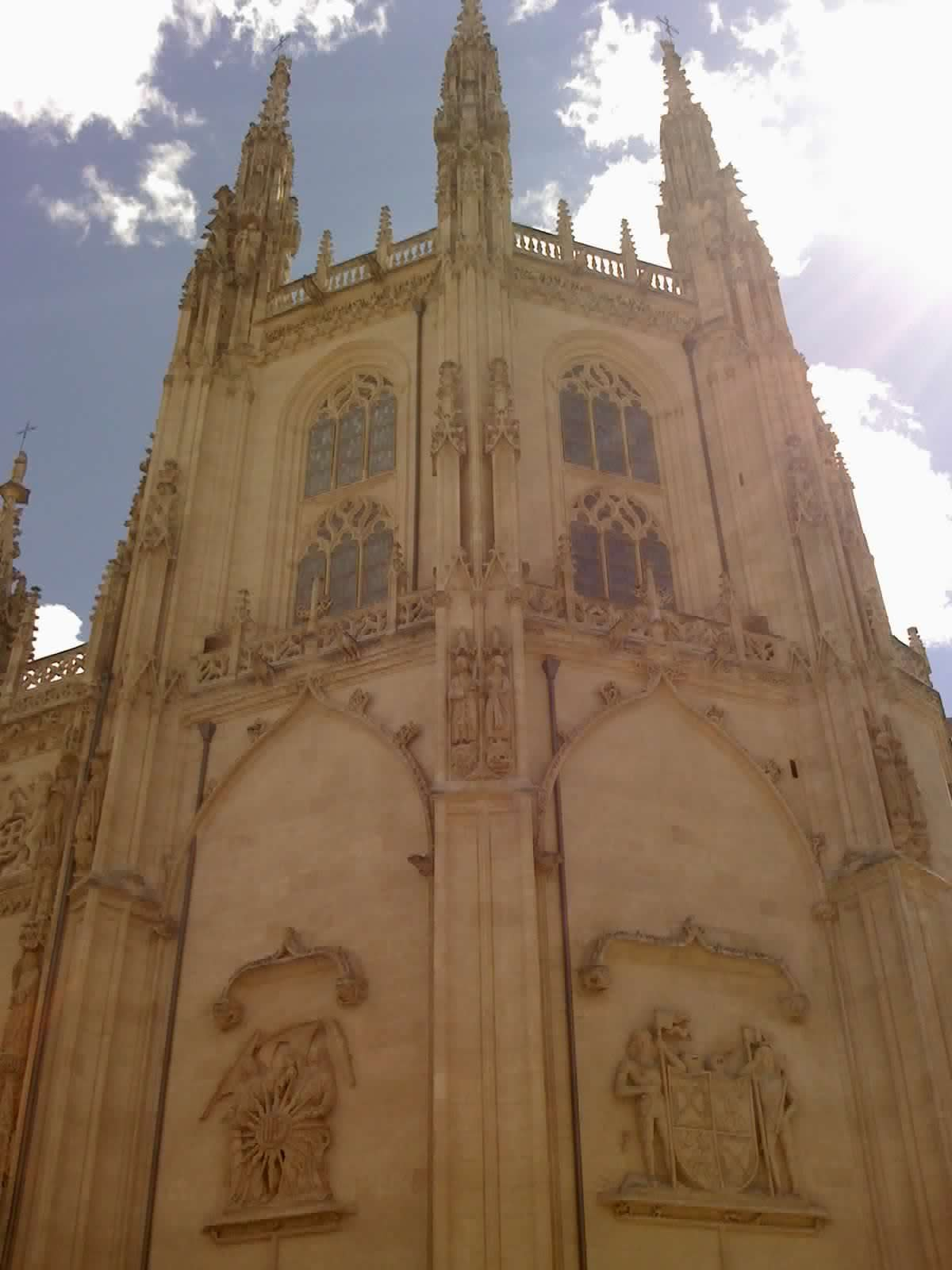
Вид на тимпорій каплиці Констебля

Каплиця Сан-Антоніо Абада (каплиця Благовіщення): На початку кривизни деамбулаторія знаходиться каплиця Благовіщення, чиє існування задокументовано вже з 13-го століття. Вона є місцем поховання різних капітулярів і деяких єпископів. Ретабло 1540 року виконано у стилі маньєризму Хуаном де Лісарасу.
Каплиця Святого Грегорія: ця каплиця повністю зберегла свою початкову форму, включно з аркою входу, з 1238 року. Це єдина каплиця в чистій і простій готиці. Найважливіші праці — гробниці єпископів Гонсало де Інохоса (†1327) і Лопе де Фонтека (†1351), шедеври готичної скульптури, що є в явному протиріччі повній прикрасам іспанській пізній готиці.
Каплиця Констебля (Каплиця Стрітення): Там де у французьких і німецьких соборах розташована осьова каплиця, у Бургоському соборі розташована каплиця Констебля. Це дає зовсім інший вигляд внутрішнього простору, ніж у соборах Північної Європи. Якщо дивитися з головного нефа на величезний головний вівтар, складається враження, що простір церкви ним закінчується. Але якщо пройти повз головний вівтарі з деамбулаторію у каплицю Констебля, складається відчуття, що людина зайшла у другу церкву.
Деколи каплицю Констебля називають навіть «собор у соборі», що викликано і її архітектурними елементами — вона має вівтар з вівтарним ретабло, виражений головний та поперечний неф, купол середохрестя, ризницю, бічний вівтар, орган і хори.

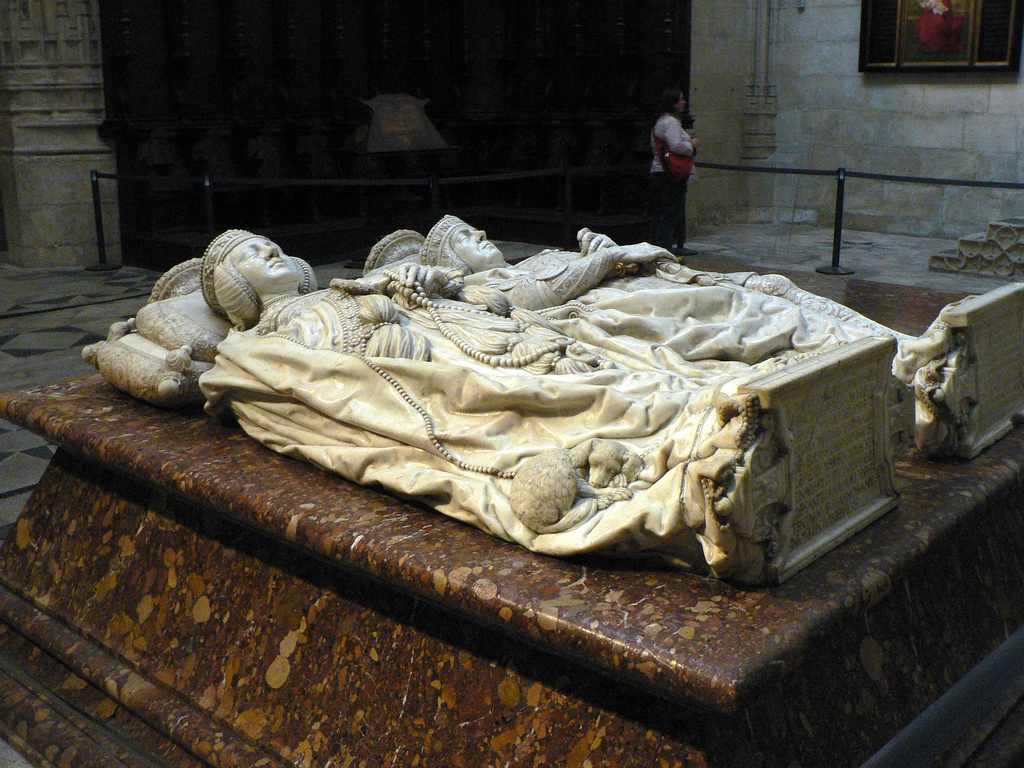
Надгробок констебля Педро Фернандеса де Веласко і його дружини Менчії

Будівництво каплиці було розпочато 1482 року на місці знесеної невеликої каплиці св. Петра. Її замовниками були констебль Педро Фернандес де Веласко і його дружина Менчія де Мендоса, які обидва в ній поховані. Першим будівельником був Симон де Колонія (†1511), син Йоганна Кельнського, а після нього — його син Франсиско, якій завершив будівництво 1517 року. Багато вартих уваги елементів каплиці були створені пізніше такими майстрами, як Жиль і Дієго де Сілоє, Феліпе Бігарні, Леон Пікардо та ін. Каплиця Констебля має величезні розміри для каплиці і дуже майстерно оснащена. Вона має форму восьмикутника діаметром 15 м. Вона має склепіння у формі восьмипроменевої зірки, в центрі якої вписана менша восьмипроменева зірка зі скла. Вартими уваги є ретабло Феліпе Бігарні 1523—1526 рр., яке представляє Земне життя Христове, а також гробниця подружжя замовників (білий мармур на червоному конгломераті). Герби зовні і всередині створені Дієєго де Сілоє і є один з найбільш творчих видів використання елементів геральдики у всій архітектурі. Зображення Марії Магдалини походить з оточення Леонардо да Вінчі, ймовірно роботи Джован П'єтро Ріццолі, відомого як Джанпетріно.

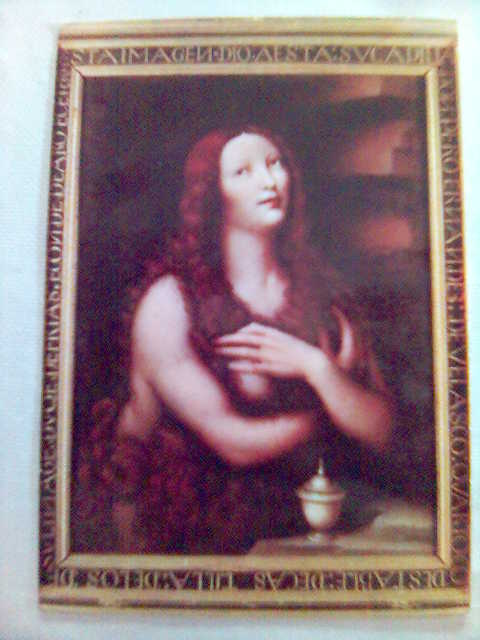
Образ Марії Магдалини в колекції картин

#### Комплекс клуатра
Каплиця св.Якова (каплиця Сантьяго): через каплицю Хрещення можна потрапити у велику каплицю св.Якова (присвячену апостолу Якову), яка поєднує церковний зал з галереєю клуатра. Вона розташована на південь від каплиці Констебля, має аналогічний розмір і постійно відділена від деамбулаторію величезною решіткою. Каплиця Сантьяго на цьому місці існувала з 14-го ст. і неодноразово розширювалась. Але оскільки вимоги до розміру все ще не були задоволені, 1521 року було прийнято рішення збудувати повністю нову каплицю. Будівництво здійснював Хуан де Вальєхо у 1524—1534 рр. Цей великий і нерегулярний простір виявилось важко вкрити склепінням. Врешті де Вальєхо зробив це за допомогою складної перехресної системи ребер, які сходяться у дуже декоративні розетки.
Головним твором мистецтва у каплиці є надгробок каноніка Хуана Ортега де Веласко, пріора Сан-Квірче, також створений Хуаном де Вальєхо, 1547 р.

### Золоті Сходи
Через розташування собору на пагорбі, портал Коронерія знаходиться в 15 метрах вище вулиці Калле Палома. Ця висота долається сходами в північній частині поперечного нефу, які 1519 року Дієго де Сілоє замінив на двомаршеві дзеркально симетричні ренесансні сходи в стилі платереско. Вони вважаються одним з найкрасивіших ренесансних сходів і є однією з найбільш важливих пам'яток собору. Свою назву вони отримали від позолочених кованих поручнів.
Шарль Гарньє отримав натхнення від виду цих сходів при проектуванні вільних сходів Паризької опери Гарньє.

### Клуатр
На південній стороні від хорів розташований двоповерховий клуатр, який лінгвістично розрізняють як «високий» і «низький» клуатр. Низький був завершений близько 1260 р., високий — між 1265 і 1270 роками. У катакомбах нижньої частини можна розпізнати побачити поземний план колишнього романського собору. Довжина сторони майже квадратного і не зовсім прямокутного клуатра становить 40 метрів. З 1323 року у високій частині були дозволені поховання; ці поховання сьогодні є основними цінностями клуатру. Від східної галереї можна потрапити в інші каплиці цього багатогранного соборного комплексу Бургоса, зліва направо: каплицю святого Івана Хрестителя (каплицю Предтечі), каплицю святої Катерини, каплицю Тіла Христового, з якої можна перейти до зали духовенства. Всі чотири каплиці сьогодні є виставковими залами.
У клуатрі знаходяться також срібні карети, які призначені для перевезення золотої дарохранительниці в процесії. Між галереєю клуатра та залою духовенства високо на стіні встановлена т. зв. «Скриня Сіда» (ісп. Cofre del Cid). За легендою, це та сама скриня, яка згадується і давньоіспанському епосі "Пісня про мого Сіда". Вартими уваги творами мистецтва в цій частині соборного комплексу є вестготська Біблія диякона Гомеса, створена в період між 910 і 914 роками (каплиця Тіла Христового) і колекція картин у залі духовенства.

### Ретабло
Головне ретабло є твором Дієго де Сілоє та Феліпе Бігарні, створеним між 1523 і 1526 роками. Основним зображенням є Стрітення Господнє. Поліхромія була виконана Леоном Пікардо.
Ретабло Святої Анни було почате Жилем де Сілоє та завершене його сином Дієго 1522 року. Ретабло св. Петра було повністю завершене 1523 року; як і головне ретабло воно є результатом співпраці Дієго де Сілоє та Феліпе Бігарті, а поліхромія виконана Леоном Пікардо.

## Органи
Спочатку органи, ймовірно, стояли в каплиці поблизу середохрестя. Перші згадки про органи походять вже з 1223 р. Приблизно з того ж часу походить зображення позитива з двома рядами труб біла порталу Сарменталь. Соборний капітул Бургоса вже 1377 видав настанову, на які свята мають грати органи.

### Орган сторони хорів Послання
Орган був побудований 1636 року Хуаном де Аргюете, а позолочений 1645 року Хуаном Дельгадо. У 1706 році Хуан де Ечеварріа вбудував новий орган в оригінальний корпус, і ймовірно саме в цей час до органу були додані початково горизонтальні труби з 32 головами ангелів. В середині 19-го століття, черговий новий орган роботи Хуана Рокеса був вбудований у корпус 1636 року. Сьогодні через численні реконструкції орган має лише кілька історичних складових.

### Орган сторони хорів Євангелія
Сьогодні існуючий орган було створено 1806 року Хуаном Мануелем де Бетоласа. Коштував він тоді 165 329 реалів. Корпус у стилі нео-класицизму був виконаний місцевим майстром через Мануелем Кортесом. 1950 року до нього були внесені незначні зміни. Бароковий диспонований має 47 регістрів на двох мануалах і педаль; ключі механічні.

### Орган каплиці Констебля
Орган був збудований 1615 року Гаспаром де Сото, сином Франсіско-де-Сото з Паленсії. Корпус був створений Дієго де Сілоє. Цей інструмент вцілів практично не зміненими.

### Позитив каплиці Генріха
Позитив з його ошатним корпусом був створений не пізніше першої половини 18-го століття. На вузькій стороні розташована клавіатура, що налічує 42 клавіші. Регістри розділені, поділ низьких і високих частот становить c1/cis1. Орган має педаль з охопленням до восьми тонів. Поточний набір труб ймовірно походить з 18-го століття.

## Дзвони
Кафедральний собор Бургоса має важливі експонати дзвонів, серед яких особливим є  годинний дзвін (ісп. Campana de las horas), деякі особливості якого, наприклад, шрифти та особливості заліза, дозволяють датувати його виготовлення бл. 1350 роком.
Дві вежі собору містять 15 дзвонів, які розташовані на двох поверхах всередині веж. Дзвони правої вежі як рухливі, так і жорстко закріплені, в той час як в лівій вежі три верхніх дзвони закріплені для ударів чверті години та години, а нижні чотири можуть використовуватися і для літургійного передзвону.
Маленький дзвін на даху хорів завершує ансамбль дзвонів. Він також є останнім з дзвонів з оригінальним дерев'яним хомутом. Крім цих дзвонів, собор ще має багато дзвіночків у різних каплицях собору; вони є невеликими виробами з бронзи діаметром близько 18 сантиметрів, в основному без написів і, ймовірно, походять з 18-го століття.
| Дзвін | Назва                             | Тип        | Рік      | Висота (см) | Діаметр (см) | Вага (кг) |
| ----- | --------------------------------- | ---------- | -------- | ----------- | ------------ | --------- |
| 1     | "св.Петра"                        | рухливий   | 1963     | 98          | 126          | 758       |
| 2     | "Вознесіння Діви Марії"           | рухливий   | 1950     | 112         | 140          | 1040      |
| 3     | "святої Варвари"                  | рухливий   | 1737     | 96          | 98           | 545       |
| 4     | "дзвін 4"                         | рухливий   | 1927     | 100         | 101          | 597       |
| 5     | "святої Фекли"                    | рухливий   | 1961     | 46          | 54           | 91        |
| 6     | "святої Марії"                    | рухливий   | 1790     | 68          | 70           | 199       |
| 7     | "святої Марії і святого Естебана" | рухливий   | 1816     | 58          | 62           | 138       |
| 8     | "святого Мамерто"                 | рухливий   | 1844     | 71          | 76           | 254       |
| 9     | "Дзвін Богоматері"                | фіксований | 1594     | 120         | 156          | 1439      |
| 10    | "святого Мавриція"                | фіксований | бл. 1400 | 138         | 174          | 1997      |
| 11    | "святого Йосипа"                  | фіксований | 1785     | 96          | 102          | 614       |
| 12    | "Непорочного зачаття"             | фіксований | 1856     | 93          | 121          | 671       |
| 13    | "Дзвін годин"                     | фіксований | бл. 1350 | 113         | 142          | 1085      |
| 14    | "Ісус, Марія і Йосип"             | рухливий   | 1743     | 57          | 65           | 1743      |
| 15    | "Ель Папамоскас"                  | фіксований | 1950     | 57          | 66           | 166       |
| 16    | "Cimbalillo de coro"              | рухливий   | 1770     | 26          | 28           | 13        |

Існує ще декілька незвичайних ісп. matracas (тріскачки), переважно з заліза. Вони використовуються для Пасхального тридення на Великдень.